# Lyrocardium aeolicum
Lyrocardium aeolicum (лат.) — вид морских двустворчатых моллюсков из семейства сердцевидок.
Обитает в тропических водах восточного побережья Атлантики у берегов Кабо-Верде. Бентосное животное. Охранный статус вида не оценён, он безвреден для человека, не является объектом промысла.